# Fontaines (Yonne)
Fontaines é uma comuna francesa na região administrativa da Borgonha-Franco-Condado, no departamento de Yonne. Estende-se por uma área de 25.18 km². Em 2010 a comuna tinha 476 habitantes (densidade: 18,9 hab./km²).